# Abbaye de Grimbergen
L'abbaye de Grimbergen est une abbaye située au centre de Grimbergen, en Belgique, à une quinzaine de kilomètres au nord de Bruxelles. Elle est fondée en 1128 par le seigneur de Grimbergen, qui s'est adressé à Norbert de Xanten, fondateur de l'ordre des Prémontrés. L'abbaye est d'abord mixte mais la communauté féminine déménagera à Nieuwenrode puis disparaîtra au XIIIe siècle. Les chanoines sont engagés dans le service pastoral des paroisses environnantes, qui seront desservies par eux durant des siècles.
Au cours des XIIIe et XIVe siècles, les abbés de Grimbergen sont conseillers des ducs de Brabant, et jusqu'au XVe siècle, l'abbaye vit dans une relative tranquillité. Par contre, au XVIe siècle, les guerres de religion sont dévastatrices. En 1600, commence une période de restauration débouchant sur le siècle d’or de l'abbaye puis sur une campagne de travaux au XVIIIe siècle. Le prestige de l'abbaye est aussi politique, les abbés étant membres de droit des États de Brabant au sein des Pays-Bas espagnols puis autrichiens.
L’administration révolutionnaire française sonne le glas de Grimbergen. En 1796, elle est supprimée, les chanoines chassés, les bâtiments vendus et les démolitions suivent. Lors de l’incorporation au royaume uni des Pays-Bas après le congrès de Vienne, la politique anti-catholique du roi Guillaume rend difficile toute restauration. Par contre, l’indépendance de la Belgique permettra l'installation d'une nouvelle communauté.
L'abbaye est entrée dans le grand mouvement missionnaire outre-mer caractéristique du XIXe siècle, comme en Afrique du Sud ou au Canada. En 2017, l'abbaye est toujours habitée par une communauté de chanoines prémontrés.

## Situation géographique
L’abbaye de Grimbergen est située au centre de Grimbergen, en Belgique, à une quinzaine de kilomètres au nord de Bruxelles, dans la province du Brabant flamand.

## Histoire

### Fondation
Au XIIe siècle, Gauthier Ier Berthout, seigneur de Grimbergen, cherche à consolider son prestige par l’établissement d’une abbaye sur ses terres. Après deux essais infructueux - des chanoines de Saint Augustin puis des bénédictins (vers 1105) ne restent que quelques années, faute de revenus stables - son successeur s’adresse à Norbert de Xanten, fondateur d’un nouvel ordre religieux. Celui-ci lui envoie de Prémontré un groupe de chanoines sous la conduite de Humbert. Ils s’installent à Grimbergen en 1124.
La date officielle de la fondation est 1128. Les archives de l’abbaye possèdent un document (de 1132) qui est l’approbation officielle donnée par Liétard, évêque de Cambrai, dont, au spirituel, dépend toute la région du Brabant. L’abbatiale est consacrée en 1132. Comme d’autres abbayes prémontrées, celle-ci est à l’origine mixte (deux communautés séparées d’hommes et de femmes), mais la communauté féminine déménagera à Nieuwenrode et disparaîtra au XIIIe siècle. 
L'essor est rapide, même si les religieux sont souvent victimes des fréquents conflits entre le duc de Brabant et le seigneur de Grimbergen. Ainsi l’abbaye (avec le bourg de Grimbergen) subit un premier ravage et incendie en 1159. Comme le demande leur vocation de Prémontrés, les chanoines sont engagés dans le service pastoral des paroisses environnantes dont ils reçoivent la charge. Entre 1135 et 1140, Grimbergen fonde déjà deux communautés : le prieuré Saint-Nicolas à Furnes et l'Abbaye de Dieleghem (reprise des Augustins). Certaines paroisses confiées en 1249 par l’évêque de Cambrai, telles Grimbergen, Wemmel, Meise, Strombeek seront desservies par eux durant des siècles. 
Les temps devenant difficiles, des refuges urbains sont construits dans les villes voisines de Bruxelles, Louvain et Malines. Au cours du XIIIe siècle, les ducs de Brabant assurent leur suprématie. Au siècle suivant, Jean IV devient l’(incommode) ‘protecteur’ de l’abbaye. En retour, les abbés sont conseillers des ducs.

### DifficileXVIesiècle

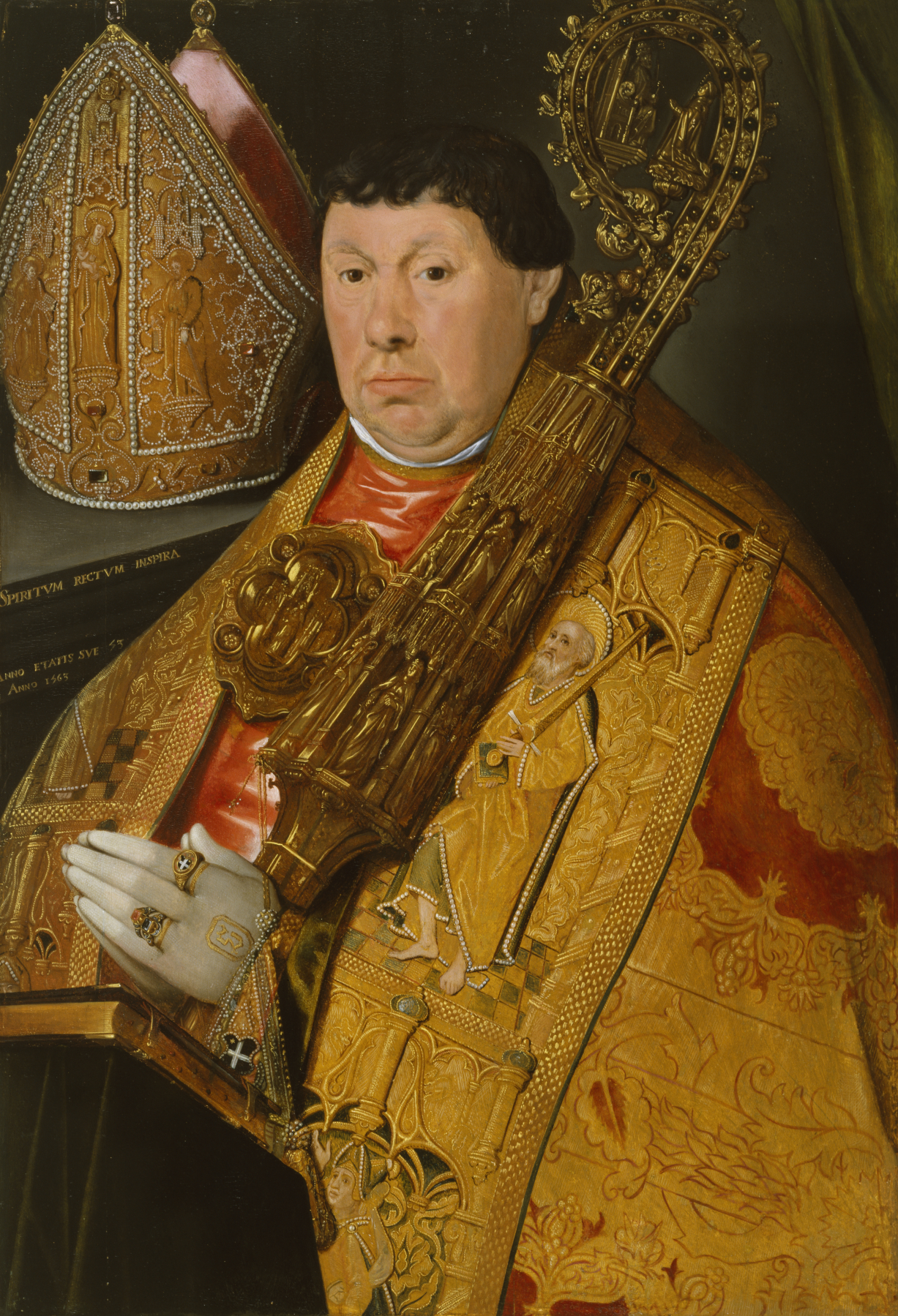
L'abbé Nicholas à Spira (1510-1568).

Les XIVe et XVe siècles se passent dans une relative tranquillité, si ce ne sont des catastrophes naturelles (épidémies) et parfois des troubles internes. En 1469, l’abbé Jean de Malines doit démissionner, et en 1503, Pierre van Wayenberg (premier abbé mitré) doit faire de même, les chanoines n’appréciant pas les réformes qu’ils tentent d’introduire. En 1496, Grimbergen ne compte plus que 11 religieux. 
Par contre, au XVIe siècle, les guerres de religion sont dévastatrices, particulièrement dans les Pays-Bas méridionaux. En 1542, et de nouveau en 1566, l’abbaye est pillée par les iconoclastes. En 1579, elle est incendiée. Les dégâts sont tels que les 27 chanoines doivent l’abandonner. Ils résident à Bruxelles de 1579 à 1600. En 1600 commence une période de restauration.

### Nouvel essor et prospérité

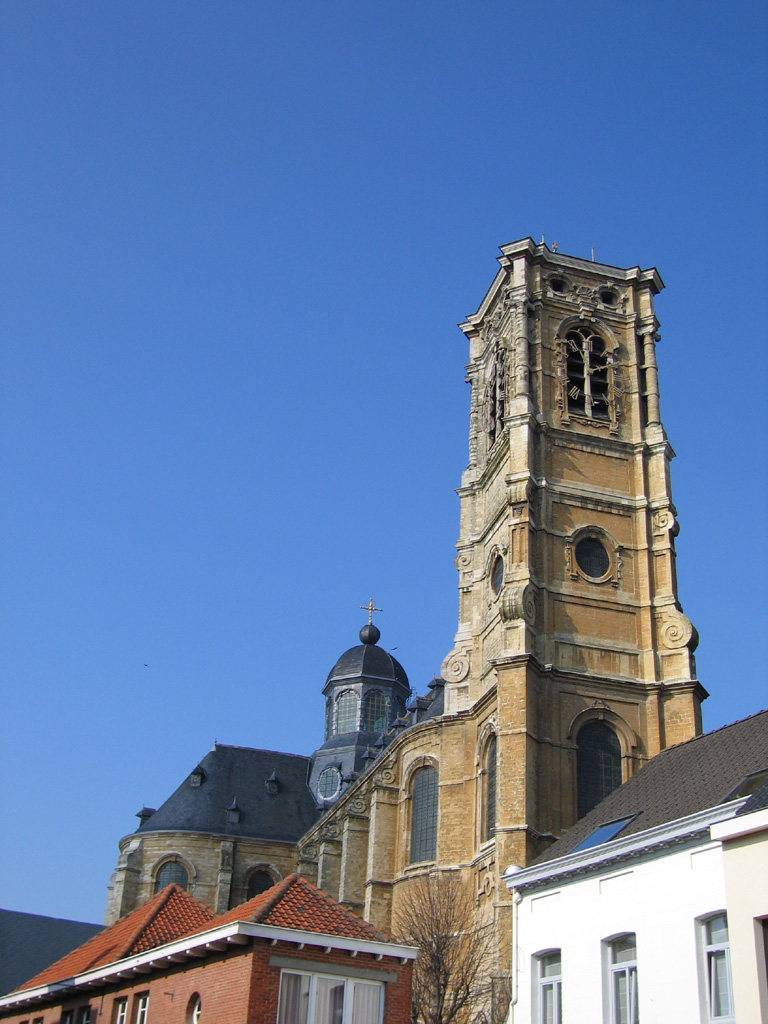
L'abbatiale et son clocher de 60 mètres.

Le concile de Trente et ses réformes donnent un nouveau souffle. Le XVIIe siècle est sans doute le siècle d’or de Grimbergen : plusieurs personnalités marquent le domaine des arts et sciences religieuses. Malgré une nouvelle épidémie de peste qui dure 10 ans et emporte le père abbé (1650 à 1660), la communauté se relève et le nombre de ses membres augmente régulièrement. À partir de 1660, une nouvelle église est érigée suivant les plans de Gilbert de Soignies (1627-1665). 
Les travaux sont lents. Il faut attendre 1700 pour pouvoir célébrer la messe de Noël dans l’abbatiale, qui n'est d'ailleurs pas terminée. En 1725, le chantier de l’église est définitivement interrompu : manquent encore deux travées de la nef : elles ne seront jamais réalisées. Sous l’abbatiat de Jean-Baptiste Sophie (1755-1775) sont construits la splendide sacristie (en 1763), le portail de l’abbaye (1767) et le presbytère (1768). Durant le XVIIIe siècle, un ensemble complet de nouveaux bâtiments monastiques est édifié. 
L’abbaye retrouve un grand prestige, sans doute plus politique que religieux. Les abbés sont membres de droit des États de Brabant au sein des Pays-Bas espagnols puis autrichiens. En 1749, l’abbé François Casens, comme délégué extraordinaire des « États », reçoit le duc Charles de Lorraine à Tirlemont.

### Suppression et restauration
Mais comme pour les autres abbayes de la région, l’administration révolutionnaire française dans les Pays-Bas méridionaux sonne le glas de Grimbergen. En 1796 elle est supprimée, et la cinquantaine de chanoines qui en dépendent en sont chassés et dispersés dans les paroisses. Les bâtiments sont vendus dès l’année suivante et les démolitions commencent presque aussitôt. 
Le congrès de Vienne rattache les anciens Pays-Bas Autrichiens au nouveau royaume des Pays-Bas dont le souverain est de confession réformée. En 1816, il ne reste des bâtiments monastiques que l’abbatiale, le presbytère, la ferme et le portail. Cependant, un des religieux, Jean-Baptiste Vandenbergen, resté comme curé de Grimbergen, entreprend de préparer le rétablissement de la communauté de chanoines. Cependant, les tracas de la politique anti-catholique du roi Guillaume II des Pays-Bas ne rendent cela possible qu’après l’indépendance de la Belgique.
En 1835, une communauté de chanoines est formée, qui est formellement installée en 1840 dans un modeste logis d'une dizaine de cellules autour d'un petit cloître. En 1846, ils sont déjà 15 religieux. Cela n'empêche pas l'abbaye d'entrer dans le grand mouvement missionnaire outre-mer caractéristique du XIXe siècle. En 1849, deux religieux sont envoyés comme missionnaires en Afrique du Sud. En 1875, un prieuré est fondé au Canada. 
En 1950, à la demande de l’évêque d’Oudtshoorn, un nouveau groupe de 4 religieux est envoyé en Afrique du Sud. Ils fondent une mission à Kommetjie. Mais ils reçoivent bientôt, en 1951, un district entier comme champ apostolique (Worcester). De 1951 à 1970, d’autres sont envoyés régulièrement rejoindre le prieuré prémontré d’Afrique du Sud, fondé officiellement en 1970. 
En 1972, les chanoines (au nombre de 53) continuent à desservir des paroisses dans les environs de Grimbergen et assurent l’enseignement religieux dans plusieurs écoles.
En 2019, l'abbaye annonce qu'elle va recommencer à produire sa propre bière, ce qui monte les producteurs de Grimbergen à trois avec Alken-Maes et Kronenbourg. Son objectif est une production de 10 000 hectolitres par an.

## Patrimoine

### Église baroque
- L'église baroque, dédiée à l’Immaculée conception, est commencée en 1660 par l'architecte Van Zinnicq. Consacrée en 1725, elle est pourtant inachevée. Les deux premières travées du vaisseau n'ont jamais été construites et la façade fait défaut, de même que le couronnement de la tour. Cette tour haute de 60 mètres renferme un carillon de 49 cloches. L’architecte en est le chanoine prémontré Gilbert de Soignies. Le plan de l'église est en forme de croix latine avec un chœur très allongé terminé en hémicycle, et, au-dessus de la croisée, on distingue une coupole sur pendentifs. Deux rangées de très hautes fenêtres cintrées, parfaitement symétriques, baignent l’édifice de lumière.
- Cette église devenue paroissiale se nomme la ‘Basilique Saint-Servais’, un titre accordé en 1999 par le pape Jean-Paul II. L’homogénéité de sa décoration intérieure est remarquable : travail du bois, teinte des peintures, autels de marbre. L’ameublement n’est pas en reste et, particulièrement, les menuiseries (confessionnaux, stalles de style baroque tardif, chaire de vérité) qui exaltent l’eucharistie, la confession et le magistère de l'Église.
- La nef et le chœur forment un bel ensemble baroque flamand.
- Le maître-autel, réalisé en marbre noir et blanc est l’œuvre du malinois Langhermans (†1720). Le centre de la composition est occupé par une toile de l’école de Rubens figurant l’Assomption de Marie flanquée des saints Pierre et Paul et couronnée par le phénix, armoirie de l’abbé De Munck (1698-1712) et de l’abbaye.
- La chaire de vérité et les quatre superbes confessionnaux de bois sculpté sont du ciseau de Henri-François Verbruggen (†1724). La chaire est centrée sur la prédication : Norbert tient Tanchelm, dont il combat les opinions sur l’eucharistie,  avec sa crosse d’évêque. Le diable s’échappe entre la colonne d’appui et l’escalier. Augustin et Norbert soutiennent ensemble la cuve.
- Les orgues sont du facteur bruxellois Jean-Baptiste Forceville (nl) (1660-1739). Elles furent achevées par Jean-Baptiste Goynaut (1725-1780) en 1750.
- Les stalles du chœur, de style rococo, sont surmontées de médaillons arborant divers saints prémontrés.
- La sacristie aux larges dimensions (16 mètres de long) est entièrement lambrissée de chêne et décorée, sur sa voûte d’une fresque représentant l’apothéose de Saint Norbert (1763). On y trouve des peintures de Giordano.
- Des statues d'élus ou figures allégoriques.
- Le monument funéraire du prince Philippe de Bergues (1704).
- Scellée dans le mur nord du chœur, à droite de la porte qui s'ouvre entre les stalles et l'autel, épitaphe en latin de John Lesley, évêque de Ross (†1596). Elle a été commissionnée en 1597 par son neveu pour commémorer le premier anniversaire de sa mort.

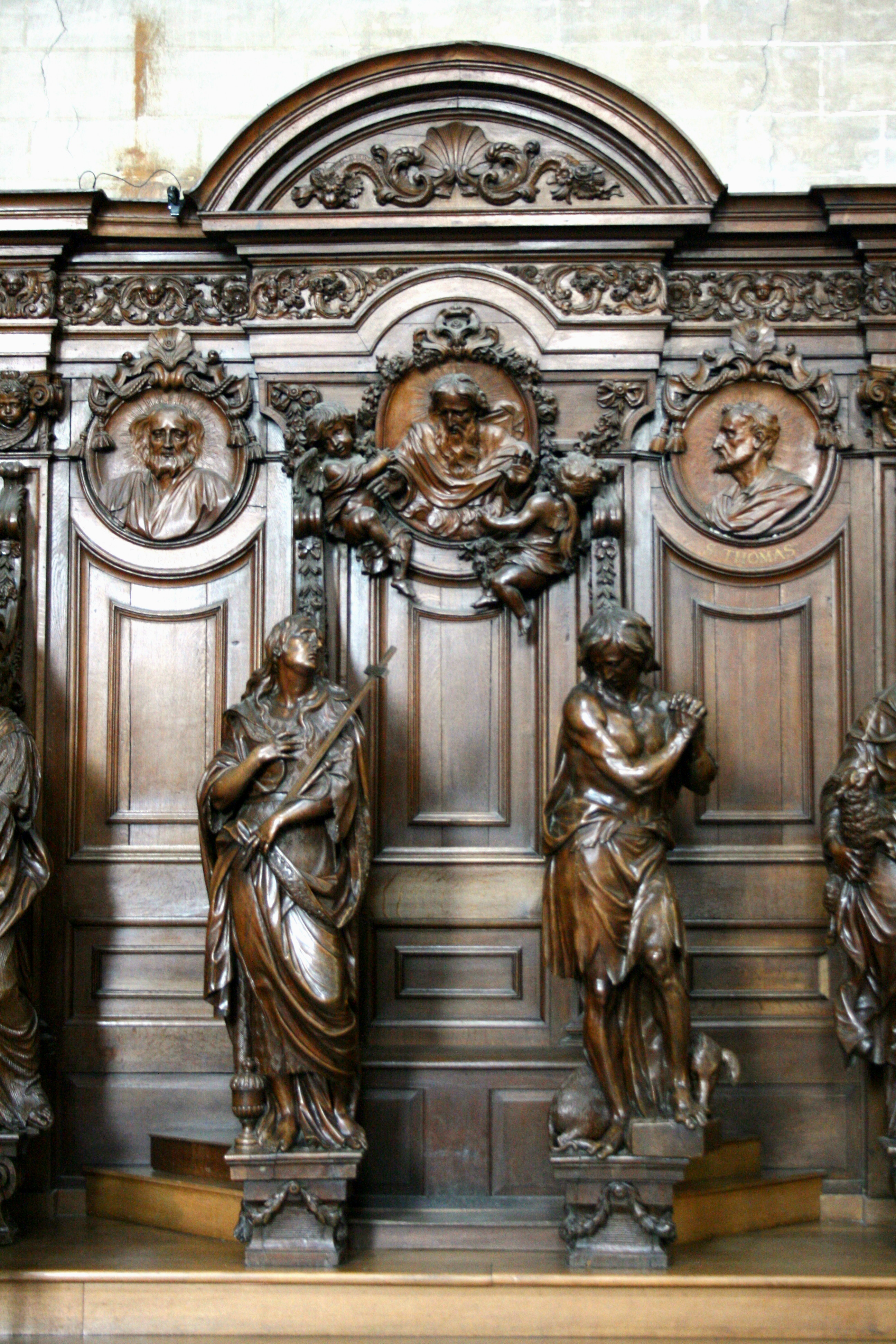
Confessionnal de l'abbatiale.
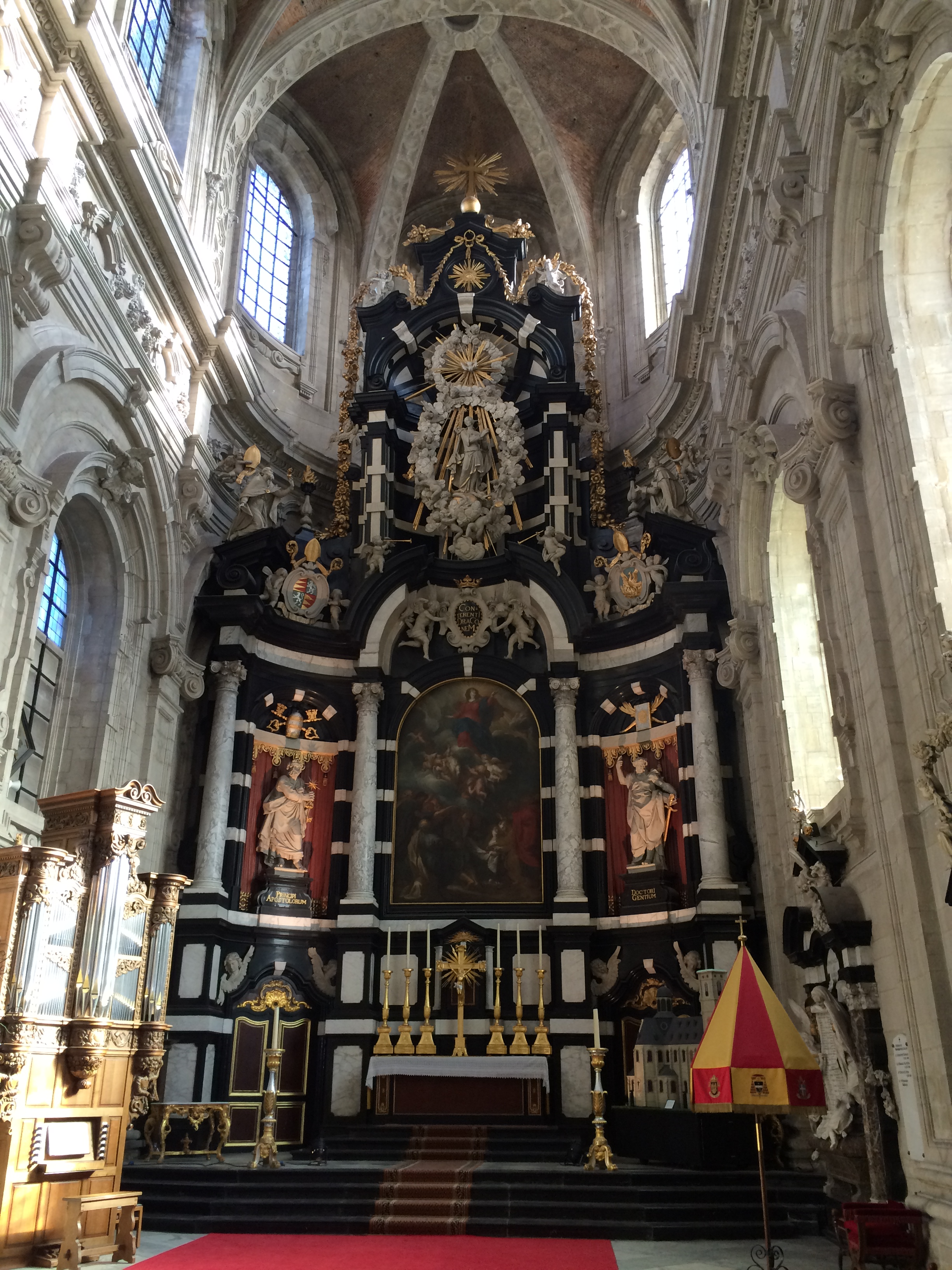
Le maître-autel.
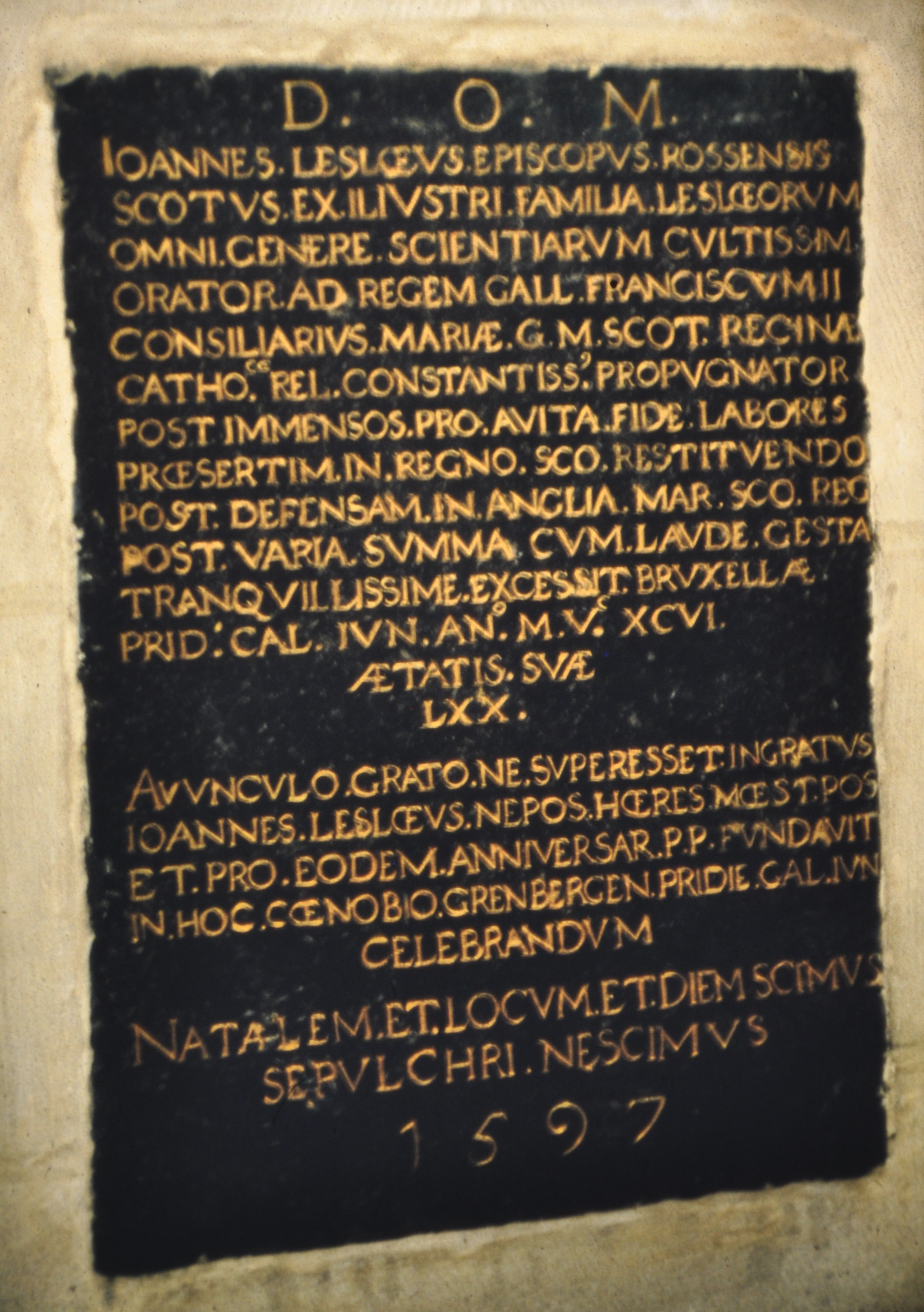
Épitaphe de John Lesley, évêque de Ross

### Autres éléments patrimoniaux
- Des œuvres peintes de grand intérêt (portraits d'abbés, scènes bibliques ou évangéliques, paysages, natures mortes, etc) décorent les cloîtres, parloirs, corridors, salles du réfectoire et du chapitre.

## Personnalités

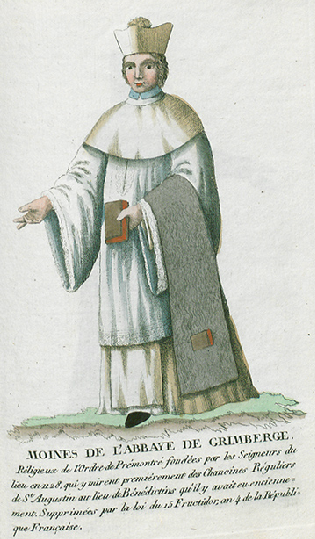
Moine de l'Abbaye de Grimberge.

- Jean van den Steen (1596-1654) prononça l’éloge funèbre de Jansénius (en 1641).
- Thomas Kempen (1627-1688), professeur de musique religieuse (en France), réforma l'office divin de l’ordre des Prémontrés.
- Daniel Bellemans (1640-1674), poète, composa entre autres le populaire Den lieffelijke paradijs vogel, réimprimé jusqu’au milieu du XVIIIe siècle.